# The Guardians of the Galaxy Holiday Special
The Guardians of the Galaxy Holiday Special is een Amerikaanse kerstspecial die werd uitgebracht op 25 november 2022 op de streamingdienst Disney+, geregisseerd en geschreven door James Gunn, geproduceerd door Marvel Studios en gedistribueerd door Walt Disney Pictures. Het verhaal is gebaseerd op de strips van Marvel Comics over de personages Guardians of the Galaxy. De kerstmisspecial is deel van fase vier van het Marvel Cinematic Universe (MCU). De hoofdrollen worden vertolkt door Chris Pratt, Dave Bautista, Pom Klementieff, Sean Gunn, Karen Gillan, Vin Diesel, Bradley Cooper, Maria Bakalova, Old 97's en Kevin Bacon.
The Guardians of the Galaxy Holiday Special is na Werewolf by Night de tweede special in het MCU; het is tevens een voorloper op de toekomstige film Guardians of the Galaxy Vol. 3.

## Rolverdeling
| Acteur / actrice                    | Personage               |
| ----------------------------------- | ----------------------- |
| Chris Pratt                         | Peter Quill / Star-Lord |
| Dave Bautista                       | Drax the Destroyer      |
| Pom Klementieff                     | Mantis                  |
| Sean Gunn                           | Kraglin Obfonteri       |
| Karen Gillan                        | Nebula                  |
| Vin Diesel                          | Groot (stem)            |
| Bradley Cooper                      | Rocket Raccoon (stem)   |
| Maria Bakalova (stem) Slate the Dog | Cosmo the Space Dog     |
| Kevin Bacon                         | Zichzelf                |
| Rhett Miller                        | Bzermikitokolok         |
| Murry Hammond                       | Kortolbookalia          |
| Ken Bethea                          | Sliyavastojoo           |
| Philip Peeples                      | Phloka                  |
| Michael Rooker                      | Yondu Udonta (stem)     |
| Kyra Sedgwick                       | Haarzelf (stem)         |
| Luke Klein                          | Jonge Peter Quill       |
| Daniel Bernhardt                    | Gobot                   |
| Flula Borg                          | Barman                  |
| Rusty Schwimmer                     | Sara                    |
| Tinashe Kajese                      | Officier Fitzgibbon     |
| Barry Curtis                        | Officier R. Bobbitt     |
| Rachel Luttrell                     | Over-de-kop Agent       |
| Giovanni Cruz                       | Orloni Peddler          |
| Stephen Blackehart                  | Steemie Blueliver       |
| Sarah Alami                         | Gloob                   |
| Terrence Rosemore                   | Gurb                    |
| Troy Beecham                        | Dronken Knowherian      |